# Osztrák főhercegi korona

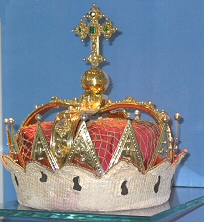
A főhercegi korona modellje, Maria Steinben, Wörglben.

Az első osztrák főhercegi korona (németül: Erzherzogshut) IV. Rudolf uralkodó herceg arcképével van díszítve. II. Vas Ernő osztrák herceg készítette az első koronát és egy másik készült II. Ferdinánd főhercegnek Tirolban 1595-ben. Az utolsó főhercegi korona, az Erzherzogshut mint az osztrák főhercegek koronája 1616-ban készült III. Miksának, Tirol régensének. Származási helye ismeretlen. Ettől kezdve az Ágoston-rendi szerzetesek kolostorában őrizték Klosterneuburg-ban, Alsó-Ausztriában. 1620-ban vitték Bécsbe az új uralkodó megkoronázására és 1835-ben járt ott utoljára. A főhercegi koronán kívül két másik osztrák korona is létezik: a hercegi korona, amely Joanneumban készült, Grazban, Stájerországban, a másik pedig a II. Józsefnek 1764-ben készült korona, melyben német-római császárrá koronázták Frankfurtban.